# Wiktor But

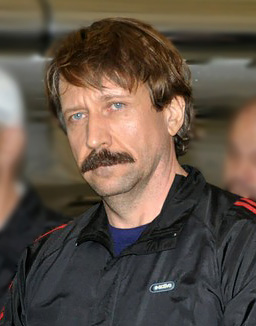
Wiktor But

Wiktor Anatoliewicz But (ros. Виктор Анатольевич Бут) (ur. 13 stycznia 1967 niedaleko Duszanbe (Tadżycka SRR) w ZSRR) – właściciel kilku transportowych linii lotniczych i handlarz bronią.
Syn wysokiego rangą oficera KGB, były wojskowy armii ZSRR. Na początku lat 90. założył kilka transportowych linii lotniczych. Najprawdopodobniej firmy pomagały w nielegalnym, międzynarodowym handlu bronią produkcji radzieckiej i rosyjskiej.
But został w wyniku starań USA zatrzymany w 2008 w Bangkoku, następnie odbyła się ekstradycja do USA (2010).
2 listopada 2011 amerykański sąd uznał go winnym zarzucanych mu czynów.
4 kwietnia 2012 roku został skazany przez sąd w Nowym Jorku na karę 25 lat pozbawienia wolności oraz 15 milionów dolarów grzywny.
8 grudnia 2022 został zwolniony z United States Penitentiary, Marion w wyniku wymiany więźniów w zamian za Brittney Griner, amerykańską koszykarkę aresztowaną w lutym 2022 na lotnisku w Moskwie za posiadanie olejku haszyszowego.
W 2023 roku zdobył miejsce w lokalnym parlamencie w obwodzie uljanowskim z listy LDPR

## But w mediach
W 2005 roku powstał film Pan życia i śmierci (Lord of War) w części oparty na biografii Wiktora Buta. Nicolas Cage zagrał w nim rolę ukraińskiego handlarza bronią Jurija Orłowa.
W 2007 Stephen Braun i Douglas Farah opublikowali książkę o Wiktorze Butcie zatytułowaną Handlarz śmierci (ang. Merchant of Death: Money, Guns, Planes, and the Man Who Makes War Possible).